# Кумёнское городское поселение
Кумёнское городское поселение — муниципальное образование в составе Кумёнского района Кировской области России.
Центр — посёлок городского типа Кумёны.

## История
Кумёнское городское поселение образовано 1 января 2006 года согласно Закону Кировской области от 07.12.2004 № 284-ЗО.

## Население
| 2009  | 2010  | 2011  | 2012  | 2013  | 2014  | 2015  |
| ----- | ----- | ----- | ----- | ----- | ----- | ----- |
| 4890  | ↗5059 | ↘4804 | ↗4993 | ↘4956 | ↘4914 | ↗4975 |
| 2016  | 2017  | 2018  | 2019  | 2020  | 2021  |       |
| ↘4889 | ↗4947 | ↘4934 | ↘4852 | ↘4710 | ↘4367 |       |

## Состав
В поселение входят 5 населённых пунктов (население, 2010):
- посёлок Кумёны — 4827 чел.;
- деревня Бабкинцы — 0 чел.;
- деревня Кореповщина — 1 чел.;
- деревня Моряны — 227 чел.;
- деревня Спасская — 4 чел.